# 皂角坪街道
皂角坪街道，是中华人民共和国贵州省铜仁市玉屏侗族自治县下辖的一个街道办事处。
2015年3月18日，贵州省人民政府批复同意撤销平溪镇建制，以原平溪镇瓮阳村、茅坪村、皂角坪村、野鸡坪村、铁家溪村、枹木垅村、四眼塘村、紫气山社区、北门桥社区为皂角坪街道行政区域，街道办事处驻皂角坪村。

## 行政区划
皂角坪街道下辖以下地区：
紫气山社区、北门桥社区、四眼塘村、瓮阳村、茅坪村、泡木垅村、皂角坪村、野鸡坪村和铁家溪村。